# Alexeï Liapounov
Alexey Andreevich Lyapunov (russe : Алексе́й Андре́евич Ляпуно́в; 25 septembre 1911 - 23 juin 1973) est un mathématicien soviétique et l'un des premiers pionniers de l'informatique. L'un des fondateurs de la cybernétique soviétique, Lyapunov est membre de l'Académie soviétique des sciences et spécialiste des domaines de la théorie des fonctions réelles, des problèmes mathématiques de la cybernétique, de la Théorie des ensembles de la programmation, de la linguistique mathématique et de la Biomathématique.

## Biographie
Le compositeur Sergueï Liapounov, le mathématicien Alexandre Liapounov et le philologue Boris Lyapunov sont des parents proches d'Alexey Lyapunov.
En 1928, Lyapunov s'inscrit à l'Université d'État de Moscou pour étudier les mathématiques et, en 1932, il devient l'élève de Nikolaï Louzine. Sous son mentorat, Lyapunov commence ses recherches en théorie descriptive des ensembles. Il devient mondialement connu pour son théorème sur la plage d'une mesure vectorielle sans atome en dimensions finies, maintenant appelé théorème de convexité de Lyapunov.
De 1934 jusqu'au début des années 1950, Lyapunov travaille à l'Institut de mathématiques Steklov. Lorsque Mstislav Keldysh organise le Département de mathématiques appliquées (maintenant l'Institut MV Keldysh de mathématiques appliquées), il suggère à Lyapunov de diriger ses travaux sur la programmation.
En 1954, AA Lyapunov est invité par AI Kitov (directeur scientifique du centre de calcul n ° 1 du ministère de la Défense de l'URSS) à ce centre de calcul en tant que chef du laboratoire. AA Lyapunov travaille dans ce centre informatique militaire jusqu'en 1960.
En 1961, Lyapunov rejoint l'Institut de mathématiques de la division sibérienne de l'Académie des sciences de l'URSS (aujourd'hui l'Institut de mathématiques Sobolev), où il fonde le département de cybernétique. À l'Université d'État de Novossibirsk, il fonde le Département de cybernétique théorique et le Laboratoire de cybernétique de l'Institut d'hydrodynamique de la division sibérienne de l'Académie des sciences de l'URSS (aujourd'hui l'Institut d'hydrodynamique Lavrentiev) qu'il dirige jusqu'à la fin de sa vie.
En 1964, Lyapunov est élu membre de l'Académie des sciences de l'URSS et rejoint la Division des mathématiques. Il reçoit l'Ordre de Lénine. En 1996, il reçoit le Computer Pioneer Award de l'IEEE Computer Society.